# Mirosław Hrynkiewicz
Mirosław Leszek Hrynkiewicz, częściej: Mirek Hrynkiewicz (ur. 10 listopada 1945 w Ornecie, zm. 21 lutego 2017 w Gdańsku) – polski pieśniarz, autor tekstów i kompozytor oraz dr architekt.

## Życiorys
Absolwent Politechniki Gdańskiej, dyplom w 1969. Wieloletni wykładowca Politechniki Gdańskiej i Uniwersytetu Bagdadzkiego. Doktorat w 2011 na Akademii Sztuk Pięknych w Gdańsku. Założyciel biura architektonicznego w Gdańsku. Był również pedagogiem Akademii Sztuk Pięknych w Gdańsku.
Debiutował w Gdańsku w zespole „Zjednoczenie Bieguna Południowego z Północnym”, działał w studenckim ruchu artystycznym. Laureat (1973) Ogólnopolskiej Studenckiej Giełdy Piosenki Turystycznej (za „Balladę o Krzyżowcu”), a także Studenckiego Festiwalu Piosenki w Krakowie (1975).
W roku 2003 wznowił działalność artystyczną, występując z towarzyszeniem Małgorzaty Hrynkiewicz i Konrada Hrynkiewicza m.in. na festiwalu OPPA. W roku 2007 powołał zespół Mirek Hrynkiewicz i Przyjaciele. Początkowo śpiewali w nim Grażyna Jackowska i Bogusław Jackowski, na przestrzeni lat dołączyli Ola Cacha (2008), Jacek Reinert i Staszek Wawrykiewicz (2011).  
Laureat (2008) I Nagrody w I edycji Konkursu na Pieśń Dziadowską Nową na VIII Taborze Lirniczym w Szczebrzeszynie w 2008 roku. Oprócz komponowania własnych utworów pisał także teksty do muzyki Michała Lorenca.
Syn Józefa i Krystyny. Został pochowany na cmentarzu komunalnym w Sopocie (kwatera E1-11-3).

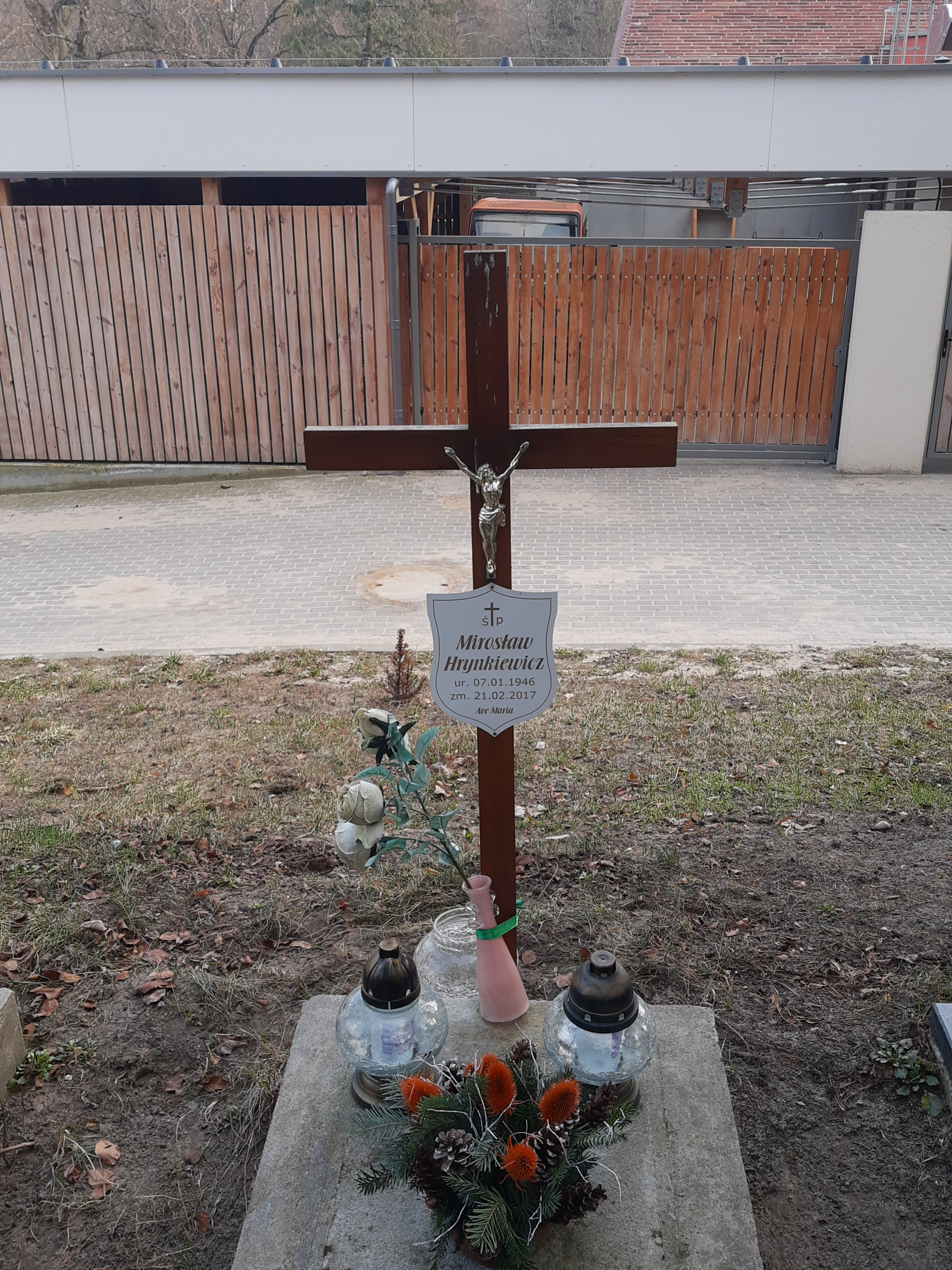
Grób Mirosława Hrynkiewicza na cmentarzu komunalnym w Sopocie

## Dyskografia (składanki)
- Gitarą i piórem 3 („Ballada o powstaniu Solidarności”)